# Wien 1910
Wien 1910 ist ein deutscher Kinofilm aus dem Jahr 1943. Die Filmbiografie mit stark NS-propagandistischen Anteilen über die letzten drei Tage im Leben des Wiener Bürgermeisters und Antisemiten Karl Lueger wurde von E. W. Emo mit Rudolf Forster in der Hauptrolle inszeniert.

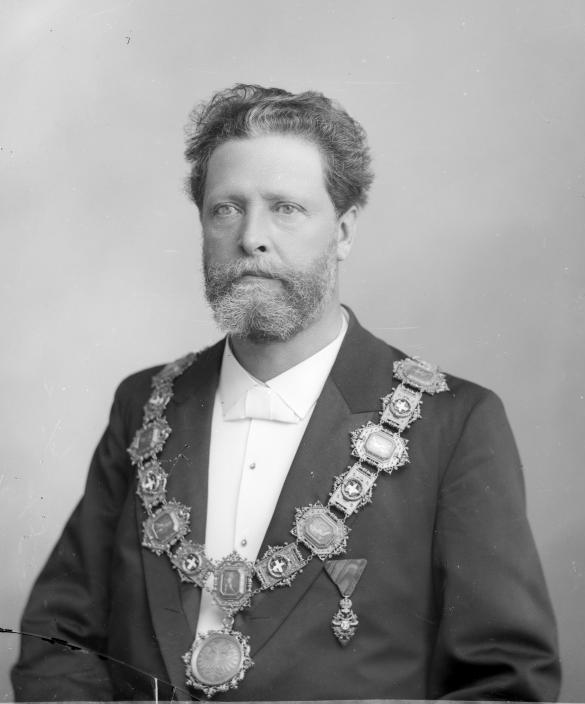
Der historische Karl Lueger mit der im Film in einer Schlüsselszene eine bedeutende Rolle spielenden Bürgermeisterkette (1897)

## Handlung
Wien 7. März 1910. Eine Nachricht verbreitet sich wie ein Lauffeuer durch die k.u.k.-Kapitale: „Der Lueger liegt im Sterben!“ Der ebenso beliebte wie umstrittene 65-jährige Bürgermeister hat sich im Laufe seines politischen Lebens mit seinen Entscheidungen nicht nur Freunde gemacht. Hohe Offiziere in Galauniform haben sich in der Hofburg versammelt und geben als kaisertreue Österreicher spöttische Kommentare von sich. Einer von ihnen sagt frank und frei, was er von Karl Lueger hält: „Der Herr Bürgermeister, der unserem Kaiser die Liebe und Zuneigung der Wiener gestohlen hat.“ Ein anderer findet, dass der vermutete Sterbegrund, eine Blutvergiftung, „eine sehr stilgemäße, sehr passende Todesart für einen Demagogen“ wie Lueger sei.
Doch nicht nur die Kaisertreuen weinen dem moribunden Lokalpolitiker keine Träne nach. Auch die Juden der Stadt können ihre klammheimliche Freude über den erhofften baldigen Tod Luegers kaum verhehlen. „Der Lueger liegt im Sterben“, verkündet der eine, worauf der andere erwidert: „Ihr Wort in Gottes Ohr.“ Einer der erbittertsten politischen Gegner Karl Luegers ist Kommerzialrat Lechner von der liberalen Opposition. Als er vom Sterben Luegers („Eine gute Nachricht“) erfährt, kümmert er sich sofort um seine Geschäfte. Aus den Spekulationen um Luegers anstehenden Tod will er unbedingt Profit ziehen: „Baugründe wird’s geben, endlich freie Wirtschaft.“
Unter Wiens Politikern herrschen Zwist und Glücksgefühl über die Nachricht um des Bürgermeisters dramatischen Gesundheitszustand. Im Wiener Gemeinderat entbrennen hitzige Diskussionen zu mehreren Lueger-Projekten, die ausschließlich dem Gemeinwohl und den Wiener Bürgern dienen sollen, was auf wenig Gegenliebe bei den Glücksrittern und liberalen Profiteuren des Elends stößt. Da schreitet der todkranke Lueger in den Saal. Er spricht sich mit viel Verve gegen die Hyänen des Kommerzes und gegen die skrupellose Geschäftemacherei aus. Vor allem sein Engagement für eine vergemeindete Versicherungsgesellschaft für alle Wiener zeichnet Dr. Lueger als Sozialreformer aus, der sich der Gerechtigkeit gegenüber dem einzelnen Bürger verpflichtet sieht. Lueger formuliert Kapitalismuskritik, er will Wiens Gasanstalt und Straßenbahn in städtischem Besitz wissen, damit ein jeder Wiener sich diese tagtäglichen Dinge auch leisten kann. Der Gemeinderat tobt vor Begeisterung, Kommerzialrat Lechner, der seine Felle davonschwimmen sieht, tupft sich den Schweiß von der Stirn. Der Redner Lueger erweist sich als Kämpfer gegen Sozialdemokraten wie den kaiserlichen Hof, gegen unverantwortliche Kapitalisten wie gegen Juden.
Inzwischen sind die unversöhnlichen Lager der Lueger-Anhänger und der Vertreter der Alldeutschen Vereinigung, beides großenteils Studenten, vor der Universität aufeinandergetroffen, und eine große Prügelei beginnt. Zwei ein wenig abseitsstehende, sich miteinander unterhaltende Juden freuen sich darüber – der Zwist der verfeindeten Lager könne ihnen nur nützen, glauben sie. Kommerzialrat Lechner will nach den Erfahrungen mit dem offenbar gesundenden Bürgermeister und dessen mitreißender Parlamentsrede in Sachen Lueger nicht länger auf das Schicksal hoffen. Damit ihm seine Geschäfte nicht vollends ruiniert werden, entscheidet der Kommerzialrat bezüglich Lueger: „Wir müssen nachhelfen“ und meint damit, dass alles getan werden müsse, um Luegers Sterben zu beschleunigen. Als Verbündeten für seine finsteren Absichten sucht er Dr. Adler auf, einen jüdischen Zeitungsmacher und politischen Gegner des Bürgermeisters.
Mittlerweile ist aus Brünn Luegers Jugendliebe angereist, die verheiratete Maria Anschütz, um sich vom sterbenden und erblindeten Bürgermeister zu verabschieden. Ein schmieriger Zuträger sieht, wie Maria Luegers Haus verlässt, und trägt diese Neuigkeit dem Journalisten Adler zu, damit dieser genügend kompromittierendes Material habe, um in seinem Blatt weiter gegen Lueger zu hetzen. Der Bürgermeister ist froh, Maria noch einmal gesehen zu haben, bittet sie aber, jetzt wieder zu ihrem Mann heimzufahren. Doch Maria bleibt in Wien, in seiner Nähe, will sie ihn im Moment des nahenden Todes keinesfalls allein lassen.
Als sich Lechner mit Adler trifft, um zu überlegen, wie man Luegers Ableben beschleunigen könne, sagt dieser ihm nur, dass Lechner den morgigen Zeitungsartikel über den Bürgermeister abwarten solle. Dies würde dem ungeliebten Politiker schon den Rest geben. Angesichts des kraftstrotzenden Auftritts Luegers im Parlament sind auch die hohen Offiziere äußerst missgestimmt. Einer von ihnen wird zum Kaiser zitiert und sagt, er wisse „gar nicht, wie er das seiner Majestät schonend beibringen solle.“
Lueger ist außer sich, als er am folgenden Tag von Adlers Schlagzeilen in der Zeitung hört. Der „Volkszorn“ zerstört die Redaktion des jüdischen Journalisten, der wie versteinert die verwüstete Redaktionsstube sieht und Rache schwört. Kommerzialrat Lechner wirft Unmengen an Staatsanleihen auf den Markt, um die Stadt Wien und die Wiener zu ruinieren. „Dieser Kommerzialrat, Hand in Hand mit den Juden“ giftet daraufhin Lueger. Aber er lässt sich nicht kleinkriegen. Mit all seiner verbleibenden Kraft treibt er sein letztes soziales Bauprojekt voran, da er erkennt, dass er nicht mehr viel Zeit hat.
Eine neue Nachricht schlägt in Wien wie eine Bombe ein: Georg von Schönerer ist in der Stadt! Lueger und Schönerer sind zwar beide Kämpfer für grundlegende Umwälzungen, und auch ihr Antisemitismus eint sie. Mehr noch trennt sie jedoch Grundlegendes. Auch wenn sich beide als Anti-Habsburger und Deutsch-Nationale verstehen, so steht Dr. Lueger doch eher für die vernunftsbetonte Politik der kleinen Schritte, die allmähliche Wandlung der Verhältnisse durch Kompromisse während der ungestüme und kompromissunfähige Schönerer davon beseelt ist, den Habsburger-Staat zu vernichten und alle Deutsche unter ein staatliches Dach zu zwängen. Er sei ein „Fanatiker der Zukunft“, wie ein Mann in einer Unterhaltung mit einem anderen in einem Wirtshaus meint. „Der will Groß-Deutschland und weg mit die Habsburger.“
Schönerer ist auf Wunsch Luegers nach Wien gekommen, denn er will kurz vor seinem Tode noch einmal die Aussprache, in der Hoffnung auf Versöhnung, da letztlich doch beide Männer sehr ähnliche Zielrichtungen hätten. Schließlich treffen sich Lueger und Schönerer am 9. März 1910, einen Tag vor Luegers Tod. In diesem sehr offenen Disput wird beiden klar, dass sie einiges trennt – Lueger sieht sich als ethnischer Deutscher loyal zu Österreich-Ungarn während der massige Schönerer von sich als Deutschnationalen, als Großdeutschen spricht. Angesichts der Tatsache, dass bei den jüngsten Auseinandersetzungen vor der Universität zwei Anhänger beider Lager ums Leben kamen, appelliert Lueger an sein Gegenüber: „Zwei Deutsche haben einander den Schädel eingeschlagen, und rundum toben unsere Feinde vor Vergnügen, unsere gemeinsamen Feinde, Herr von Schönerer.“ Schönerer erwidert: Lueger sei viel zu rücksichtsvoll, zu kompromissbereit und zu wenig geradlinig gewesen, und zwar „des lieben, faulen Friedens willen“ und fühle sich Österreich-Ungarn, diesem „morschen Gebilde“ wie er es nennt, aus Gründen falscher Sentimentalitäten verpflichtet, anstatt Platz zu schaffen für ein großes Reich aller Deutschen. „Von der Vorsehung zu Hohem bestimmt“ sei Lueger einst gewesen, meint der enttäuschte Schönerer (und greift damit einen von Adolf Hitler später häufig benutzten Terminus auf – um die Analogie zu Hitlers Pangermanismus-Ideologie perfekt zu machen, lässt man den Film-Schönerer in diesem Disput mit Lueger sogar sagen: „Es wird einmal ein Reich sein aller Deutschen“, nicht so ein „Stückwerk“, wie er es im Film im Jahre 1910 empfindet, sondern „ein großes Deutsches Reich“, und jeder, der diese Staatsgeburt zu verzögern suche, begehe „ein Verbrechen an der Geschichte, die sich nicht vergewaltigen lässt“). Beide Männer, so Schönerer, hätten einst dieselben Ideale gehabt, aber er, der Bürgermeister, habe sie seit langem verraten.
Dann verlässt Schönerer den Saal. Der erblindete Lueger bekommt Schönerers Abgang nicht mit und beginnt den von ihm eingeschlagenen Weg in der Gegenrede zu verteidigen. Geknickt besucht Lueger am Abend den festlichen Ball der Stadt Wien. Man teilt ihm mit, dass der Kaiser nicht kommen könne, da dieser unpässlich sei, woraufhin Lueger eine mokante Bemerkung macht. In der Zwischenzeit nimmt sich Kommerzialrat Lechner das Leben, da seine Spekulationen auf Luegers Tod nicht aufgegangen sind und er durch die unmittelbar zuvor von Lueger vorgenommenen politischen Entscheidungen in den finanziellen Ruin getrieben wurde.
Während des Balls erleidet Dr. Karl Lueger einen Schwächeanfall und wird von den Seinen in ein Zimmer gebracht. Dort schläft er in den Morgenstunden des folgenden Tages, dem 10. März 1910, für immer ein, während vor der Tür Maria Anschütz und der junge Lueger-Anhänger Karl Lechner warten. Vor dem Rathaus versammeln sich am Vormittag die Wiener in Scharen, um ihres toten Bürgermeisters zu gedenken. Unter ihnen befindet sich auch Schönerer, der aus Respekt vor dem großen Gegner und Mitkämpfer den Hut zieht. Auf dem Rathausturm weht eine schwarze Flagge.

## Politische Hintergründe und Produktionsnotizen
Wien 1910 hatte eine lange und komplexe bis komplizierte Entstehungsgeschichte. Der bereits 1940 unter dem Titel Lueger geplante Film wurde ab dem 23. September 1941 (Außenaufnahmen) bzw. 10. November 1941 (Atelieraufnahmen) gedreht und passierte am 21. August 1942 die Filmzensur. Die Uraufführung fand am 16. April 1943 in Wien statt. Am 26. August 1943 wurde Wien 1910 erstmals in Berlin gezeigt.
Dass sich das Kino des NS-Staates dieser zentralen Figur aus der Phase der frühen politisch-ideologischen Willensbildung Adolf Hitlers eines Tages annehmen würde, war konsequent und nur eine Frage der Zeit. In Mein Kampf schrieb Hitler bereits Mitte der 20er Jahre über Lueger: „Der letzte große Deutsche, den das Kolonistenvolk der Ostmark aus seinen Reihen gebar, zählte offiziell nicht zu den so genannten ‚Staatsmännern‘; aber indem dieser Dr. Lueger als Bürgermeister der ‚Reichshaupt- und Residenzstadt‘ Wien eine unerhörte Leistung nach der anderen auf, man darf sagen, allen Gebieten kommunaler Wirtschafts- und Kulturpolitik hervorzauberte, stärkte er das Herz des gesamten Reiches und wurde über diesem Umweg zum größeren Staatsmann, als die so genannten ‚Diplomaten‘ es alle zusammen damals waren.“ Ideologisch fühlte Hitler jedoch eine noch größere Nähe zu Luegers Widersacher Georg Ritter von Schönerer, dessen Fanatismus und Radikalität in Fragen des Pangermanismus sowie der tiefen Ablehnung des Vielvölkerstaates Österreich-Ungarn und dem ihm vorstehenden Haus Habsburg er unbegrenzt teilte. In Mein Kampf ist dazu Folgendes zu lesen: „In ihren Fähigkeiten verglichen, schien mir schon damals Schönerer als der bessere und gründlichere Denker in prinzipiellen Dingen zu sein. Er hat das zwangsläufige Ende des österreichischen Staates richtiger und klarer erkannt als irgendein anderer. Würde man besonders im Reiche seine Warnungen vor der Habsburger-Monarchie besser gehört haben, so wäre das Unglück des Weltkrieges Deutschlands gegen ganz Europa nie gekommen.“
Offenbar kam es bereits im Vorfeld des Filmes zu mannigfaltigen Störfeuern interessierter Kreise in Wien. In einem Tagebucheintrag von Joseph Goebbels heißt es am 15. März 1942: „Es gibt in Wien eine radikale politische Clique, die diesen Film zu Fall bringen will. Ich werde das nicht zulassen. Der Film soll zuerst einmal gedreht werden, und dann kann man sagen, ob daran noch Korrekturen vorgenommen werden müssen oder ob er zur Gänze zu ändern ist.“
Die Hauptrolle des Bürgermeisters Karl Lueger ging 1941 als Belohnung für seine Rückkehr aus dem amerikanischen Exil (Sommer 1940) an den österreichischen Schauspielstar Rudolf Forster. Seine Heimkehr in das Reich Adolf Hitlers hatte „in Exilantenkreisen ungewöhnlich hohe Wellen der Empörung geschlagen.“
Der Film ist gespickt mit propagandistischen Elementen, die die wichtigsten Punkte der NS-Ideologie nachdrücklich betreffen: Wien 1910 propagiert intensiv den Gedanken des Pangermanismus, karikiert Parlamentarismus und attackiert einen hemmungslosen, als „antivölkisch“ und unsozial gegeißelten Kapitalismus. Darüber hinaus kolportiert das Werk alle erdenklichen Vorurteile gegenüber Juden und transportiert dadurch das nationalsozialistische Staatsprinzip der Judenfeindlichkeit. Dabei sind die Rollen der beiden zentralen Protagonisten klar verteilt. Während im Film Lueger für das Alte, das Überkommene, den Kompromiss und die Politik der kleinen Schritte steht, wird Schönerer als großer Erneuerer, als alldeutscher Revolutionär und Kompromissverächter ganz im Sinne Hitlers charakterisiert. Obwohl der Film beiden Persönlichkeiten großen Respekt zollt, geht die Sympathie von Wien 1910 eher in Richtung Schönerer, der in seiner Radikalität als Vordenker nationalsozialistischer Ideologie gezeichnet wird und zum Teil wortwörtliche NS-Termini benutzt.
Immer wieder stechen im Film einzelne Szenen hervor, die den Judenhass als vermeintliche Notwendigkeit zu manifestieren suchen. In einer besonders infamen Szene erklärt Rudolf Forster in der Rolle des Lueger Wiener Kindern die Bedeutung seiner Amtskette. Ein jeder Schild dieser Kette stehe für einen Stadtbezirk, sagt er. Der erste Bezirk stehe für die Innere Stadt, so Lueger, wo der Adel und die Kirche, das Haus Habsburg, also die Macht Österreichs wohne, während der zweite Bezirk Leopoldstadt die Juden mit ihrem Geld, Neid, Habsucht und Hass, kurzum: „die sieben Todsünden“, wie Lueger erklärt, beherberge. Als er mit seiner Erklärung bis zum zehnten Bezirk gekommen ist, fällt die Amtskette herunter und reißt genau zwischen dem ersten und zweiten Schild (also Bezirk) auseinander. Symbolhaft wird hier eine als zwingend notwendig betrachtete Auflösung der Bande zwischen Staat und Juden propagiert.
In einer weiteren perfiden Szene tritt der junge O. W. Fischer in der Rolle des hitzköpfigen Sohnes des Kommerzialrates besonders antisemitisch hervor. Während einer Redeschlacht im Parlament kommt es zwischen ihm und dem jüdischen, Karl Lueger heftig kritisierenden Zeitungsmacher Dr. Adler zu einer lautstarken Auseinandersetzung. Als Fischer ihn coram publico zu diffamieren versucht und ihm das Wort abgeschnitten hat – „Die Juden haben da gar nichts zu reden!“ –, schlägt er Dr. Adler mehrfach ins Gesicht.
In einer dritten Szene unterhalten sich, während sich vor dem Universitätsgebäude die studentischen Anhänger von Lueger und Schönerer die Köpfe einschlagen, zwei stark verzeichnete Juden über den zu ziehenden Nutzen aus der Zwietracht ihrer Gegner und freuen sich: „Gott erhalte uns den Kaiser und die Idiotie der Goi.“
Obwohl Heinrich George in Wien 1910 offiziell die zweite Hauptrolle hat und auf der Besetzungsliste gleich hinter Rudolf Forster rangiert, taucht er erst nach 57 Minuten Spieldauer auf. Sein Dialog mit Forster dauert gut elf Minuten, danach ist er nur noch in ganz wenigen Sequenzen kurz zu sehen.
Wie schon in … reitet für Deutschland verkörpert auch hier Herbert Hübner mit Dr. Adler die antisemitisch verzerrte Karikatur eines Juden.
Die Dreharbeiten zu Wien 1910 fanden 1941/42 sowohl in Babelsberg als auch in Wien statt.
Der Film erhielt das NS-Prädikat „staatspolitisch und künstlerisch wertvoll“ und wurde ab 14 Jahren freigegeben.
Karl Weber entwarf die Bauten, Sepp Ketterer assistierte Hans Schneeberger bei der Kameraarbeit.
Wien 1910 war ein gewaltiger Kassenflop. In einer unveröffentlichten Liste vom 12. Januar 1945 über die Filme mit den schlechtesten Einspielergebnissen wurde die aufwendig gestaltete Produktion mit 2,1 Mio. RM auf dem ersten Platz geführt. Gekostet hatte der Film etwa 2,497 Mio. Reichsmark.
Aufgrund seiner politischen Tendenzen wurde die Aufführung des Films ab 1945 von den alliierten Militärbehörden verboten.

## Kritiken
Bogusław Drewniaks Der deutsche Film 1938–1945 schrieb: „Dem desertierten Liberalen, dem antisemitischen, christlich-sozialen Bürgermeister setzte der NS-Film ein Denkmal“.
Kay Wenigers „Es wird im Leben dir mehr genommen als gegeben …“ nannte den Film einen „stark tendenziösen Streifen.“